# Chaleur (district rural)
Pour les articles homonymes, voir Chaleur.
Chaleur est un district rural du Nouveau-Brunswick, situé dans le territoire de la commission de services régionaux de Chaleur. La municipalité a été constituée le 1er janvier 2023, à partir des districts de services locaux (DSL) de la paroisse d'Allardville et de New Bandon-Salmon Beach ainsi que des portions des DSL de la paroisse de Bathurst, de la paroisse de Beresford, de Big River et de la paroisse de New Bandon.
Le territoire comprend donc les localités d'Allardville, de Bathurst Mines, de Brunswick Mines, de Canobie, de Canobie South, de Clifton, de Daulnay, de Janeville, de Jeanne-Mance, de Middle Landing, de Middle River, de New Bandon, de Pokeshaw, de Rio Grande, de Rosehill, de Salmon Beach, de Springfield Settlement et de Stonehaven.

## Géographie
Le territoire du district rural a grossièrement la forme d'un « V ». Il est bordé à l'ouest par le district rural de Restigouche, au sud par le district rural de Grand Miramichi et Alnwick, et à l'est par les municipalités de Tracadie, Hautes-Terres et Rivière-du-Nord. Le territoire borde la baie des Chaleurs au nord-est, longe la cité de Bathurst et la réserve indienne de Pabineau 11 puis une « queue de poêle » se trouve entre la cité, Belle-Baie et Belledune.